# Букет просторів
Букет просторів — топологічний простір, який інтуїтивно можна отримати склеюванням декількох топологічних просторів по одній точці в кожному просторі. Букети просторів часто використовуються в алгебричній топології для обчислень фундаментальних груп і груп гомологій.

## Означення
Букет {\displaystyle X_{1}\vee X_{2}} двох просторів {\displaystyle X_{1}} і {\displaystyle X_{2}} із виділеними точками {\displaystyle x_{1}\in X_{1}} і {\displaystyle x_{2}\in X_{2}} можна визначити як фактор-простір диз'юнктного об'єднання {\displaystyle X_{1}} і {\displaystyle X_{2}}
{\displaystyle X_{1}\vee X_{2}=(X_{1}\amalg X_{2})/{\sim },}
де {\displaystyle \sim } позначає мінімальне відношення еквівалентності таке, що {\displaystyle x_{1}\sim x_{2}}. У цьому відношенні всі класи еквівалентності складаються з однієї точки за винятком одного, до якого належать дві точки {\displaystyle x_{1},x_{2}}.
Подібним чином визначається букет довільної множини просторів із виділеними точками {\displaystyle \{(X_{\alpha },x_{\alpha })\}_{\alpha \in {\mathcal {A}}}}
{\displaystyle \bigvee _{\alpha }X_{\alpha }=\coprod _{\alpha }X_{\alpha }/{\sim },}
де {\displaystyle \sim } позначає мінімальне відношення еквівалентності таке, що {\displaystyle x_{\alpha }\sim x_{\beta }} для всіх {\displaystyle \alpha } і {\displaystyle \beta }. Як і вище, для  цього відношення всі класи еквівалентності складаються з однієї точки за винятком одного, до якого належать всі виділені точки {\displaystyle x_{\alpha }}.
Букет загалом залежить від вибору виділених точок і природним чином є простором з виділеною точкою.

## Опис через категорії
Букет можна розуміти як кодобуток в категорії топологічних просторів з виділеною точкою. Крім того, букет можна розглядати як кодекартів квадрат схеми X < {•} > Y в категорії топологічних просторів, де {•} позначає простір з однієї точки.

## Приклади

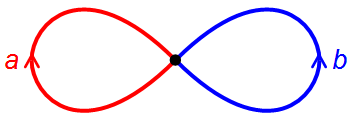
Букет двох кіл з виділеними точками

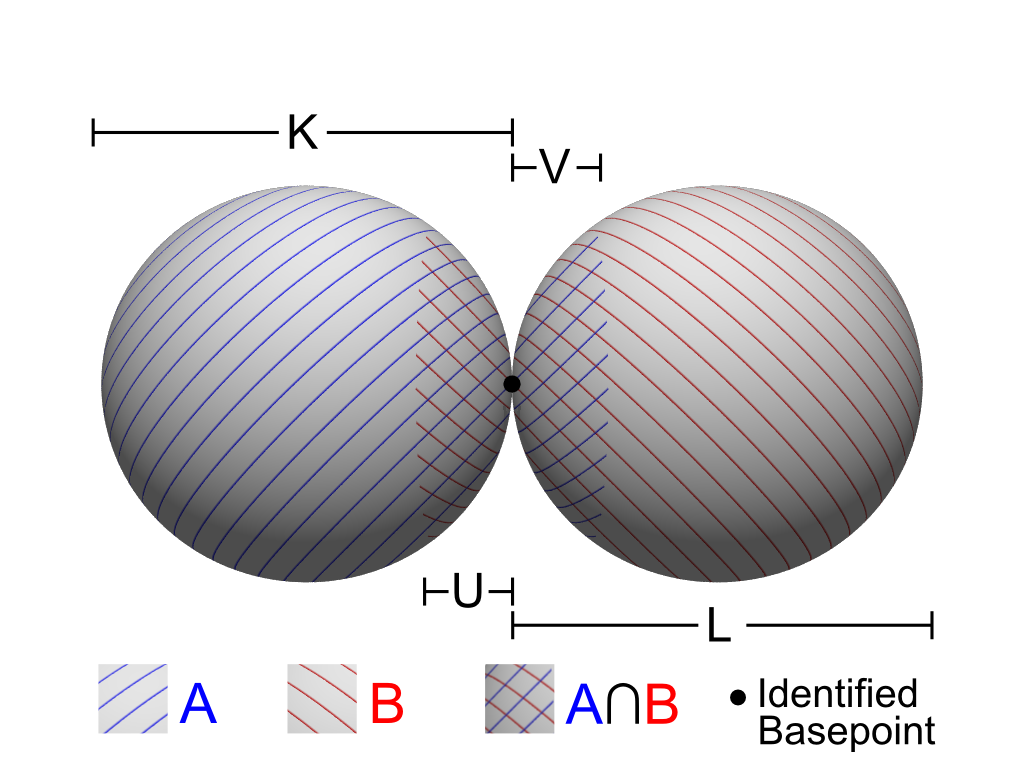

- Букет двох кіл з виділеними точками є гомеоморфним «вісімці» (див. рисунок).
- Букет з двох сфер (розмірності 2) зображений на нижньому рисунку.
- В теорії гомотопій важливою конструкцією є ідентифікація точок, що лежать на деякому екваторі n-сфери {\displaystyle S^{n}}. Отриманий при цьому простір є букетом двох сфер {\displaystyle S^{n}}:

{\displaystyle S^{n}/{\sim }=S^{n}\vee S^{n}}

## Властивості
- Як бінарна операція, побудова букета є асоціативною і комутативною (з точністю до ізоморфізму).
- Якщо відмічені точки допускають однозв'язні околи, то фундаментальна група букета {\displaystyle X_{1}\vee X_{2}} ізоморфна вільному добутку фундаментальних груп {\displaystyle X_{1}} і {\displaystyle X_{2}}. Це твердження випливає з теореми Зейферта — ван Кампена.
- Нехай X є букетом двох просторів K і L з виділеними точками p і q і до того ж виділені точки є деформаційними ретрактами для деяких своїх околів U ⊂ K і V ⊂ L. Остання властивість означає, що наприклад відображення {\displaystyle \operatorname {Id} _{U}:\operatorname {Id} _{U}(x)=x,\;\forall x\in U} є гомотоптим сталому відображенню, що для всіх елементів U приймає значення p і подібно для L і q. При цих припущеннях справедливою є рівність для редукованих гомологічних груп:

{\displaystyle {\tilde {H}}_{n}(K\vee L)\cong {\tilde {H}}_{n}(K)\oplus {\tilde {H}}_{n}(L).}
Зокрема для прикладів розглянутих вище:
{\displaystyle {\tilde {H}}_{n}\left(S^{1}\vee S^{1}\right)\cong \left\{{\begin{matrix}\mathbb {Z} \oplus \mathbb {Z} &n=1\\0&{\mbox{if }}n\neq 1\end{matrix}}\right.}
{\displaystyle {\tilde {H}}_{n}\left(S^{2}\vee S^{2}\right)\cong =\left\{{\begin{matrix}\mathbb {Z} \oplus \mathbb {Z} &n=2\\0&{\mbox{if }}n\neq 2\end{matrix}}\right.}
- Подібне співвідношення є справедливим і для відносних гомологічних груп:

{\displaystyle H_{n}(K\vee L,p=q)\cong H_{n}(K,p)\oplus H_{n}(L,q).}